# Kate M. Gordon
Ne doit pas être confondu avec Kate Gordon Moore.
Pour les articles homonymes, voir Gordon.
Kate M. Gordon, née le 14 juillet 1861 à La Nouvelle-Orléans et morte le 24 août 1932 dans la même ville,, est une suffragiste américaine et l'une des principales défenseures du droit de vote des femmes dans le Sud des États-Unis. Kate M. Gordon est l'organisatrice de la Southern States Woman Suffrage Conference (en) et dirige la campagne de 1918 pour le droit de vote des femmes dans l'État de Louisiane, la première initiative de ce type à l'échelle d'un État dans le Sud des États-Unis.

## Biographie

### Famille
Kate M. Gordon est la fille de George Hume Gordon, un instituteur d'origine écossaise, et de Margaret (Galiece) Gordon. Elle a deux sœurs, Jean et Fanny, et deux frères, George M. et W. A. Gordon. La mère de Kate est une féministe de la première heure, ayant assisté à une réunion sur les droits des femmes à New York dès 1853. Son père est également attaché au principe de l'égalité des droits entre les femmes et les hommes.

### Engagements féministes et sociaux en Louisiane
Kate M. Gordon s'implique pour la première fois dans le mouvement pour les droits des femmes en 1896, lorsqu'elle assiste à une conférence de la suffragette Mary C. C. Bradford (en) au cours d'une réunion unitarienne locale. Peu de temps après, Kate M. Gordon rejoint le Portia Club, organisation pionnière des droits des femmes à La Nouvelle-Orléans, fondée en 1892. Elle suit sa sœur Jean et d'autres personnalités féminines pour fonder le Era Club of New Orleans (en) la même année. Les deux organisations basées à La Nouvelle-Orléans fusionnent par la suite pour former la Louisiana State Suffrage Association. La première présidente de l'association est Evelyn Walton Ordway (en), avec qui Kate M. Gordon avait milité au sein de l'Era Club. Gordon succède à Ordway, dirigeant l'association de 1904 à 1913.
En 1899, Kate M. Gordon s'investit dans un scrutin où les femmes ont le droit de suffrage en vertu de leur statut de contribuables foncières, lors d'une élection spéciale pour financer des améliorations du système d'égouts et de drainage de la Nouvelle-Orléans - une préoccupation particulièrement critique dans la ville, dont une grande partie se trouvait sous le niveau de la mer. Par l'intermédiaire de l'Era Club, la Women's Sewerage and Drainage League est créée, Gordon prenant sa direction. Kate M. Gordon a une forte influence sur la nouvelle législation.
En 1900, elle participe à la convention annuelle de la National American Woman Suffrage Association (NAWSA), où elle rencontre la présidente de l'organisation, Carrie Chapman Catt. Catt est impressionnée par Gordon et lorsqu'un poste de secrétaire correspondante nationale de l'organisation se libère en 1901, Gordon est choisie pour l'occuper, ce qu'elle fait jusqu'en 1909.
Après avoir quitté la NAWSA en 1909, Kate M. Gordon retourne à La Nouvelle-Orléans, où elle prend part à la création du premier hôpital de l'État de Louisiane pour le traitement des victimes de la tuberculose. Elle mène une collecte de fonds pour le Camp Hygiea, situé près de Covington, et pour un hôpital antituberculeux à La Nouvelle-Orléans. Elle est également secrétaire de la Louisiana Anti-Tuberculosis Society et vice-présidente de la New Orleans Anti-Tuberculosis League.

### Amendement constitutionnel sur le droit de vote des femmes
Elle intervient lors de la réunion annuelle de la Kentucky Equal Rights Association à Louisville en 1911. À partir de 1913, elle s'investit de nouveau sur le sujet du droit de vote des femmes. Son opinion sur la meilleure façon d'y accéder évolue, passant d'une réforme du droit de vote national par le haut (les amendements constitutionnels proposés ayant été introduits sans succès lors de chaque session du Congrès depuis celle de 1868) à une perspective étatique et régionale. En novembre 1913, elle est l'une des personnalités clés de la Southern States Woman Suffrage Conference (en), dont elle est la présidente jusqu'à sa dissolution, en 1917. Elle est également rédactrice en chef de l'organe officiel du groupe, le New Southern Citizen[réf. souhaitée].
Bien qu'elle fût une fervente partisane du droit de vote des femmes, Kate M. Gordon ne pensait pas, en effet, que ce droit devait être octroyé par un amendement constitutionnel, préférant plutôt l'instauration du droit de vote État par État. Lorsque le dix-neuvième amendement à la Constitution est soumis en juin 1919, Kate M. Gordon – de manière assez surprenante – s'oppose à la ratification de la proposition. Cela suscite la controverse. Au cours de sa vie, elle est également critiquée pour avoir exprimé des opinions racistes.

### Derniers engagements et mort
Kate M. Gordon contribue à la création de l'hôpital antituberculeux de la Nouvelle-Orléans en 1926 ; elle en est la vice-présidente. Elle est également la surintendante du foyer Milen pour filles déficientes mentales de 1931 jusqu'à sa mort.
Elle meurt en 1932 d'une hémorragie cérébrale. Elle est enterrée au cimetière de Metairie à la Nouvelle-Orléans.